# Distretti della Lettonia

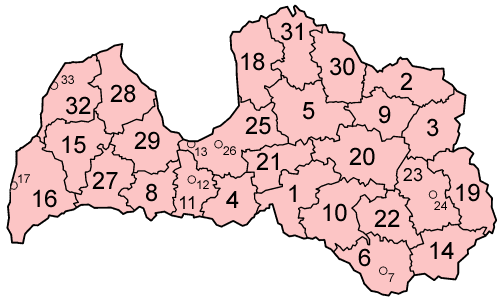
Distretti della Lettonia

I distretti della Lettonia (in lettone: apriņķis, pl. apriņķi; in russo rajon, pl. rajoni) sono stati la suddivisione territoriale di primo livello del Paese ed erano pari a 26; ad essi erano equiordinate 7 città (lielpilsētas, sing. lielpilsēta). I distretti sono stati aboliti il 1º luglio 2009.

## Lista
| Localizzazione | Distretto               | Capoluogo  | Popolazione (2000) | Superficie (km2) |
| -------------- | ----------------------- | ---------- | ------------------ | ---------------- |
|                | Distretto di Aizkraukle | Aizkraukle | 41 968             | 2 565            |
|                | Distretto di Alūksne    | Alūksne    | 26 422             | 2 243            |
|                | Distretto di Balvi      | Balvi      | 30 624             | 2 386            |
|                | Distretto di Bauska     | Bauska     | 53 197             | 1 882            |
|                | Distretto di Cēsis      | Cēsis      | 60 620             | 3 067            |
|                | Distretto di Daugavpils | Daugavpils | 42 758             | 2 525            |
|                | Distretto di Dobele     | Dobele     | 40 246             | 1 633            |
|                | Distretto di Gulbene    | Gulbene    | 28 194             | 1 877            |
|                | Distretto di Jēkabpils  | Jēkabpils  | 56 348             | 2 998            |
|                | Distretto di Jelgava    | Jelgava    | 37 371             | 1 604            |
|                | Distretto di Krāslava   | Krāslava   | 36 836             | 2 285            |
|                | Distretto di Kuldīga    | Kuldīga    | 38 169             | 2 502            |
|                | Distretto di Liepāja    | Liepāja    | 46 817             | 3 594            |
|                | Distretto di Limbaži    | Limbaži    | 40 164             | 2 602            |
|                | Distretto di Ludza      | Ludza      | 35 125             | 2 412            |
|                | Distretto di Madona     | Madona     | 46 459             | 3 346            |
|                | Distretto di Ogre       | Ogre       | 63 064             | 1 840            |
|                | Distretto di Preiļi     | Preiļi     | 41 735             | 2 041            |
|                | Distretto di Rēzekne    | Rēzekne    | 43 090             | 2 812            |
|                | Distretto di Riga       | Riga       | 144 346            | 3 059            |
|                | Distretto di Saldus     | Saldus     | 38 916             | 2 182            |
|                | Distretto di Talsi      | Talsi      | 49 814             | 2 751            |
|                | Distretto di Tukums     | Tukums     | 54 200             | 2 447            |
|                | Distretto di Valka      | Valka      | 34 317             | 2 437            |
|                | Distretto di Valmiera   | Valmiera   | 60 390             | 2 365            |
|                | Distretto di Ventspils  | Ventspils  | 14 620             | 2 472            |
|                | Daugavpils              | -          | 115 265            | 72               |
|                | Jelgava                 | -          | 63 652             | 60               |
|                | Jūrmala                 | -          | 55 718             | 100              |
|                | Liepāja                 | -          | 89 448             | 60               |
|                | Rēzekne                 | -          | 39 233             | 17               |
|                | Riga                    | -          | 764 329            | 307              |
|                | Ventspils               | -          | 43 928             | 46               |